# Symphonie en ut majeur de Dukas

La Symphonie en ut majeur est une symphonie de Paul Dukas composée entre 1895 et 1896. Elle fut interprétée pour la première fois le 3 janvier 1897, sous la baguette de Paul Vidal.
L'exécution de l'œuvre dure environ 40 minutes. 

## Structure
1. Allegro non troppo, ma con fuoco (ut majeur)
2. Andante espressive e fuoco (mi mineur)
3. Allegro spiritoso (ut majeur)